# Wilsberg: Aus heiterem Himmel
Aus heiterem Himmel ist die 72. Folge der Fernsehfilmreihe Wilsberg. Die Episode wurde am 22. Mai 2021 erstmals im Samstagabendprogramm des ZDF ausgestrahlt.

## Handlung
Tahmina Ahmadi, Inhaberin einer Schneiderei, bittet Georg Wilsberg um Hilfe, weil ihr Vermieter Hans Überholz sie und ihre zwei Nachbarn aus ihren kleinen Läden vergraulen will, damit er das Grundstück besser verkaufen kann. Dafür sind ihm viele Mittel recht; so lässt er unter anderem über eine anonyme Anzeige das Finanzamt anrücken, um Musikgeschäftbesitzer Antonov wegen möglicher Geldwäsche zu überprüfen. Dabei werden mehrere Handys von Antonov durch das Finanzamt beschlagnahmt. Während eines Videoanrufs zwischen Ahmadi und ihrem zweiten Nachbarn Tillmann Drösser, dem Wilsberg beiwohnt, wird Drösser von einem Unbekannten vor laufender Kamera erschossen. Dies ruft die Kommissare Anna Springer und Overbeck auf den Plan. Da die Aufnahme einer Wetterkamera keine weitere Person zeigt, ist die Annahme eines Scharfschützen naheliegend.
Ekki wird bei einem Blind Date von seiner Verabredung mit einem Schlafmittel außer Gefecht gesetzt und erwacht am nächsten Morgen im Park. Im Finanzamt stellt er fest, dass jemand mit seinem Schlüssel sein Büro betrat und ein beschlagnahmtes Handy von der Prüfung bei Antonov mitgenommen haben muss. Overbeck interessiert momentan Größeres – eine App ermöglicht den Erwerb von Drogen, ohne jeglichen Kontakt zu einem Verkäufer. Overbeck vermutet ein weitflächig agierendes Drogenkartell, gar die Auflösung des binären Systems, und ordert wiederholt verdeckte Ermittlungen an. Schließlich entdeckt er, dass hier Drohnen ihre bestellte Ware abliefern. Wilsberg hat dies allerdings auch herausgefunden und weiß mittlerweile, dass Antonov die Drogendrohnen steuert. Da von Antonovs Handy die SMS geschickt wurde, die Tillmann zum Tatort lockte, ist er hauptverdächtig. Allerdings hat er wegen Testungen der Drogenapp viele Handys mit der gleichen Nummer, sodass auch andere Urheber der SMS gewesen sein könnten.
Als Wilsberg verhindern möchte, dass die gierige Immobilieninvestorin Heise das Grundstück von Überholz erwirbt, verkauft dieser einfach an einen ihm bekannten Makler. Wilsberg gelingt es allerdings, diesmal in Zusammenarbeit mit Heise, Ahmadi und Ekki, dem neuen Besitzer das Grundstück wieder abzuluchsen. Heise hatte vor Jahren eine Beziehung mit Antonov und hat sich dann der Karriere wegen aus dem Staub gemacht. Als sie jetzt das Angebot sah, wollte sie das Grundstück unbedingt kaufen, damit niemand mehr Antonov kündigen kann. Antonov denkt seit Heises Weggang, dass sie seine Familie damals bei der Polizei verraten habe, woraufhin sein illegal nach Deutschland eingereister Vater das Land wieder verlassen musste.
Mittlerweile hat Ekki die Frau, die ihn außer Gefecht setzte, verfolgen können und mit Georgs Hilfe das Handy wieder aus deren Wohnung mitnehmen können. Bei der Polizei findet sich auf Antonovs Handy ein Video, das zeigt, dass Drösser – der mit Antonov und Ahmadi gemeinsam die App unterhielt – das Geschäft weiter ausbauen und härtere Drogen verkaufen wollte. Dies bekam auch Nils Schieffer mit, der als immer helfende Hand die Ladengemeinschaft unterstützte. Sein Sohn war vor drei Jahren durch Crystal Meth gestorben, genau an dem Ort, zu dem er später Drösser per SMS beorderte. Dort hat er ihn dann mit einer bewaffneten Drohne erschossen, die Drösser selbst umgebaut hatte, um Antonov aus dem Weg zu räumen. Die Frau, die Ekki bei dem Blind Date etwas in den Drink mischte, war Drössers Komplizin.
Als sich alle Beteiligten im Hof des Ladengrundstücks treffen, bedroht Schieffer sie mit der umgebauten, nun bewaffneten Drohne. Bevor er Drössers Komplizin erschießen kann, klappt ihm Wilsberg den als Fernsteuerung dienenden Laptop zu, sodass er nicht mehr zum Schuss kommt. Schieffer wird verhaftet. Es stellt sich auch heraus, dass Drösser damals die Polizei wegen Antonovs Familie informierte und Heise nichts damit zu tun hatte. Drösser fühlte sich einsam, als die drei durch die Beziehung von Antonov und Heise keine Gang mehr waren.

## Hintergrund
Die Dreharbeiten fanden zwischen dem 30. Juni 2020 und dem 1. September 2020 in Münster und Köln statt. Die Episode wurde parallel mit Überwachen und belohnen unter Corona-Bedingungen gedreht. Es ist die erste Folge nach dem Ausstieg der bis dahin zur Stammbesetzung gehörenden Schauspielerin Ina Paule Klink. Sie erhält im zunächst unverändert gebliebenen Vorspann trotzdem einen Credit. Wie schon in der vorherigen Folge, an der sie noch mitwirkte, wird der Abschied der von ihr verkörperten Figur Alex Holtkamp in dieser Folge nicht thematisiert. Neu dabei als Darstellerin ist Sarah Alles als engagierte Kriminaltechnikerin Isabel Wolfangel, die Overbeck mit ihrer Arbeit zu imponieren versucht.
Für Dominic Müller ist es die zwölfte Folge von Wilsberg, bei der er die Regie übernahm.
Als Hommage an die Partnerproduktion Friesland, in der bereits häufiger Kaffeetassen mit Wilsberg-Motiv zu sehen waren, taucht dieses Mal bei Wilsberg eine Friesland-Tasse auf: Sie ist in Jazek Antonovs Geschäft Teil eines Sammelsuriums aus verschiedenen Trinkgefäßen.
Der Running Gag Bielefeld erscheint bei 1:10:05, als Grabowski gegenüber Ekki erwähnt, im Finanzamt herrsche Ordnung, man sei schließlich nicht in Bielefeld.
Im Abspann läuft der Titel That's Amore von Dean Martin aus dem Jahr 1953.

## Rezeption

### Kritik
Tilmann P. Gangloff gibt dem Film bei tittelbach.tv insgesamt 4,5 von 6 Sternen. Interessant sei an dem Film insbesondere, wie mehrere Handlungsstränge miteinander verknüpft würden und eingestreute Nebensächlichkeiten Bedeutung bekämen. Regisseur Müller und Drehbuchautor Sixtus gelinge es, die verschiedenen Handlungsstränge plausibel zu verknüpfen. Dies zeuge „von großer Kunstfertigkeit, zumal anfangs eingestreute Nebensächlichkeiten unversehens entscheidende Bedeutung bekommen. Klasse Dialoge, und das Ensemble macht Spaß.“
Die Redaktion der TV Spielfilm fand: „Ob Wilsberg, Ekki oder Overbeck — lange Zeit hangelt sich jeder von ihnen, der eine mehr, der andere weniger clever, allein an einem Handlungsfaden entlang“. Jedoch sei es „ganz clever und unterhaltsam gemacht“ wie „diese sich nach und nach ineinander verknoten“. Zusätzlich sorge „die herrlich klischeehaft dargestellte Investorin“ für „den ein oder anderen Zusatzgag“. Das Urteil lautete: „Geerdeter Krimi mit bestens bewährten Wilsberg-Zutaten“.

### Einschaltquote
Bei der Erstausstrahlung von Aus heiterem Himmel am 22. Mai 2021 im ZDF wurde der Film in Deutschland von 8,11 Millionen Zuschauern gesehen und erreichte einen Marktanteil von 26,5 Prozent.